# Partitura d'addio
Partitura d’addio è un romanzo scritto dal filosofo svizzero Peter Bieri con lo pseudonimo di Pascal Mercier.

## Trama
Due uomini di Berna di incontrano per caso in Provenza; Adrian Herzog è un ex chirurgo venuto a trovare la figlia Leslie, trasferitasi a vivere in Francia, con la quale ha pochi rapporti personali; Martijn Van Vliet è un’ex promessa della cibernetica, a sua volta venuto a trovare la figlia Lea ricoverata a Saint-Rémy-de-Provence in una casa di cura per malattie mentali. Herzog offre un passaggio all’altro per il ritorno a Berna, e durante il loro viaggio, che dura diversi giorni perché i due si attardano lungo il tragitto, Van Vliet racconta la storia che ha portato alla follia la figlia Lea, prodigio della musica classica.
Rimasto vedovo quando la figlia era ancora bambina, Van Vliet deve assistere al progressivo rinchiudersi della piccola Lea in se stessa, fino al giorno in cui alla stazione ferroviaria imbattono per caso in una suonatrice di strada, Loyola de Colón, che suona la Partita per violino in mi maggiore di J.S. Bach. Lea, che ha solo nove anni, sembra uscire dal suo isolamento mentale. Chiede di acquistarle un violino, inizia a prendere lezioni da Marie, insegnante che si dedica totalmente a lei. Van Vliet è convinto che la musica possa aiutare la figlia, ma è geloso della dedizione con cui vi si abbandona, e del rapporto esclusivo tra Lea e Marie.
La ragazzina comincia a dare i primi concerti pubblici. Durante un concorso a Saint Moritz viene notata da un famoso violinista che ha abbandonato la carriera concertistica, David Lévy. Quando l’uomo si offre di darle lezioni, Lea, probabilmente invaghita malgrado ancora non abbia diciassette anni, abbandona su due piedi Marie e inizia un periodo di pendolarismo tra Berna e Neuchâtel dove vive l’uomo, più anziano di lei di parecchi anni. Lévy le presta il suo violino Amati e la porta al grande successo. L’equilibrio mentale di Lea è però talmente instabile che quando scopre l’imminente matrimonio di Lévy, abbandona immediatamente il suo insegnamento e precipita in una profonda depressione. Van Vliet si mette in testa che il possesso di uno strumento prestigioso come un violino Guarneri del Gesù possa riconciliarla non solo con la musica, ma anche con la propria vita.
Distolta una grossa cifra dei fondi dei finanziatori per l’istituto di ricerca che dirige, si reca a una surreale asta a Cremona dove riesce a aggiudicarsi dall’eccentrico proprietario uno dei pochissimi Guarneri del Gesù in vendita. Effettivamente incoraggiata dallo strumento, Lea riprende l’attività concertistica, ma il suo equilibrio è troppo fragile; dopo un concerto a Stoccolma fracassa per futili ragioni lo strumento e precipita inevitabilmente nella depressione. Martin Vav Vliet deve subire un processo per appropriazione indebita, ma ciò che lo tocca di più è la perdita irrimediabile della figlia.

## Edizioni
Pascal Mercier, Partitura d’addio, collana coll. Oscar Contemporanea, trad. di Elena Broseghini, Mondadori, 2008,  p. 260, ISBN 9788804586722.